# Michel Pierret
Pour les articles homonymes, voir Pierret.
Michel Pierret, né le 9 mars 1951 à Ébly (province de Luxembourg), est un scénariste et dessinateur de bande dessinée franco-belge.

## Biographie
Michel Pierret naît le 9 mars 1951 à Ébly. Il étudie à l'École supérieure des arts Saint-Luc de Liège. Il sort quelques cartes blanches dans l'hebdomadaire Spirou, rubrique tremplin pour de jeunes créateurs. Il y signe L'Avertissement, Les Robots et Le Justicier. Il crée ensuite le personnage de science-fiction Terran stone dont il écrit trois épisodes.
En tant que scénariste, il y publie en 1980 Les Diables bleus dessiné par Francis Carin, sur la Première Guerre mondiale.
Il quitte l'hebdomadaire  pour son concurrent Le Journal de Tintin au sein duquel il anime la série fantastique Les Aventures de Papilio entre 1979 à 1987. Il y signe aussi Max et Cati, série humoristique, et De l'autre côté de l'écran.
En 1990, il reprend les dessins de la saga Les Aigles décapitées créée par Jean-Charles Kraehn et Patrice Pellerin chez Glénat dans la collection « Vécu », série dont il reprend également le scénario à partir du tome 19 en 2007.
Il crée en 2003 avec son ami Marco Venanzi, la série Hidalgos dans la même collection avec qui il réalise également un one shot sur la vie de Zinédine Zidane en 2005 pour Casterman : Zidane, dont il cosigne le scénario avec Alexis Nolent. Cette bande dessinée est réalisée au profit de l’œuvre de Sœur Emmanuelle (ASMAE).
Il écrit également le scénario de la série les Déesses dessinée par Jacques Denoël,.
Il met en image certains romans dans la collection « Je bouquine ».
En 2014, il reçoit le prix Valeurs Humaines Coccinelle pour Aung San Suu Kyi, La Dame de Rangoon.

## Style et scénarios
Que ce soit en tant que dessinateur ou en tant que scénariste, Michel Pierret apporte une très grande précision dans son travail.[réf. nécessaire] Il est un des membres de l'école de bande dessinée franco-belge.
Les scénarios fouillés et les dessins précis montrent ce souci du détail historique qu'on retrouve dans les années 1970. Il hérite ainsi de Jean-Michel Charlier, Paul Cuvelier, Jacques Martin ou encore Hubinon.
La grande inventivité des scénarios et la combinaison d'histoires parallèles (par exemple, l'inversion des rapports entre Miguel de Cervantes et son héros Don Quichotte dans Hidalgos ou les deux histoires qu'on suit parallèlement dans Les Déesses) ne cède en rien à la qualité des dessins (chaque planche des Aigles décapitées étant minutieusement réalisée dans les moindres détails)[style à revoir].
Les Aigles décapitées est devenu, avec Les Tours de Bois-Maury de Hermann, une série incontournable dans la bande dessinée médiévale.

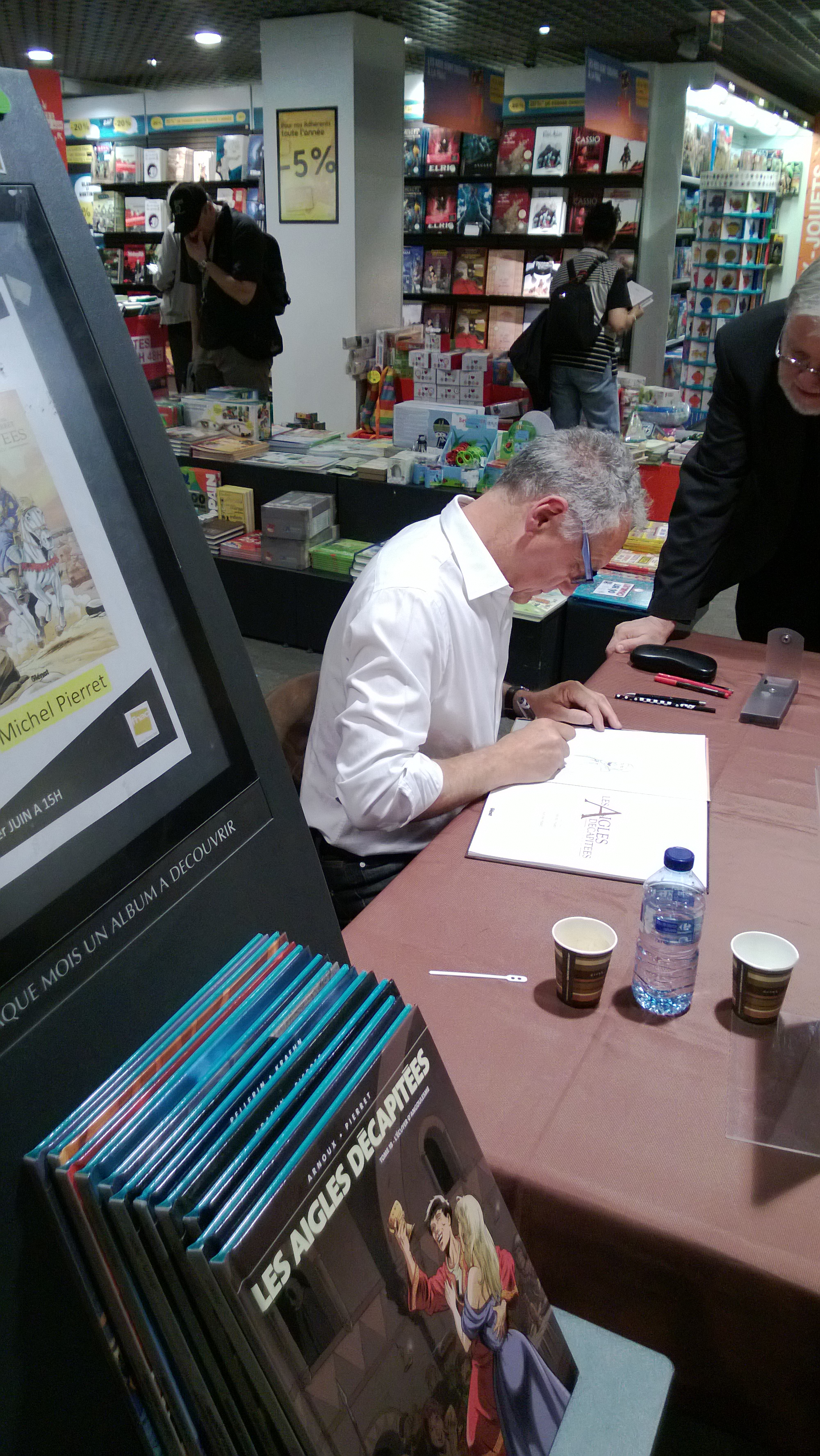
Michel Pierret dédicace son à la FNAC de Liège le 1er juin 2013

## Œuvre

### Albums de bande dessinée
- Les Aigles décapitées
- 5. Saint-Malo de l'Isle, Glénat, coll. « Vécu », Grenoble, mai 1991
Scénario : Jean-Charles Kraehn - Dessin : Jean-Charles Kraehn, Michel Pierret - Couleurs : Patricia Jambers -  (ISBN 2-7234-1274-1)
- 6. Alix, Glénat, coll. « Vécu », Grenoble, septembre 1992
Scénario : Jean-Charles Kraehn - Dessin : Michel Pierret - Couleurs : quadrichromie -  (ISBN 2-7234-1508-2)
- 7. La Prisonnière du donjon, Glénat, coll. « Vécu », Grenoble, septembre 1993
Scénario : Jean-Charles Kraehn - Dessin : Michel Pierret - Couleurs : Yves et Jean-Jacques Chagnaud -  (ISBN 2-7234-1664-X)
- 8. La Marque de Nolwenn, Glénat, coll. « Vécu », Grenoble, août 1994
Scénario : Jean-Charles Kraehn - Dessin : Michel Pierret - Couleurs : quadrichromie -  (ISBN 2-7234-1726-3)
- 9. L'Otage, Glénat, coll. « Vécu », Grenoble, octobre 1995
Scénario : Jean-Charles Kraehn - Dessin : Michel Pierret - Couleurs : quadrichromie -  (ISBN 2-723-41919-3)
- 10. L'Héritier de Crozenc, Glénat, coll. « Vécu », Grenoble, octobre 1996
Scénario : Jean-Charles Kraehn - Dessin : Michel Pierret - Couleurs : quadrichromie -  (ISBN 2-723-42115-5)
- 11. Le Loup de Cuzion, Glénat, coll. « Vécu », Grenoble, novembre 1997
Scénario : Jean-Charles Kraehn - Dessin : Michel Pierret - Couleurs : quadrichromie -  (ISBN 2-723-42324-7)
- 12. L'Esclave, Glénat, coll. « Vécu », Grenoble, novembre 1998
Scénario : Jean-Charles Kraehn - Dessin : Michel Pierret - Couleurs : quadrichromie -  (ISBN 2-723-42627-0)
- 13. La Princesse Mordrie, Glénat, coll. « Vécu », Grenoble, octobre 1999
Scénario : Jean-Charles Kraehn - Dessin : Michel Pierret - Couleurs : quadrichromie -  (ISBN 2-723-42830-3)
- 14. Les Hommes de fer, Glénat, coll. « Vécu », Grenoble, octobre 2000
Scénario : Erik Arnoux - Dessin : Michel Pierret - Couleurs : quadrichromie -  (ISBN 2-723-43106-1)
- 15. Mahaut, Glénat, coll. « Vécu », Grenoble, octobre 2001
Scénario : Erik Arnoux - Dessin : Michel Pierret - Couleurs : quadrichromie -  (ISBN 2-723-43469-9)
- 16. La Guerre des Aigles[13], Glénat, coll. « Vécu », Grenoble, novembre 2002
Scénario : Erik Arnoux, Sophie Fougère - Dessin : Michel Pierret - Couleurs : quadrichromie -  (ISBN 2-7234-3763-9)
- 17. Le Châtiment du banni[14], Glénat, coll. « Vécu », Grenoble, octobre 2003
Scénario : Erik Arnoux, Sophie Fougère - Dessin : Michel Pierret - Couleurs : quadrichromie -  (ISBN 2-7234-4132-6)
- 18. L'Écuyer d'Angoulesme, Glénat, coll. « Vécu », Grenoble, mai 2005
Scénario : Erik Arnoux - Dessin et couleurs : Michel Pierret -  (ISBN 2-723-44545-3)
- 19. Le Jugement du roi[15], Glénat, coll. « Vécu », Grenoble, janvier 2007
Scénario : Michel Pierret, Jean-Charles Kraehn - Dessin : Michel Pierret - Couleurs : Michel Pierret, Thierry Faymonville, Jacques Collin -  (ISBN 978-2-723-45008-9)
- 20. L'Ordre du temple, Glénat, coll. « Vécu », Grenoble, octobre 2007
Scénario et dessin : Michel Pierret - Couleurs : Michel Pierret, Thierry Faymonville -  (ISBN 978-2-723-45782-8)
- 21. La Main du prophète, Glénat, coll. « Vécu », Grenoble, 25 février 2009
Scénario et dessin : Michel Pierret - Couleurs : Michel Pierret, Maxime Pierret, David Caryn -  (ISBN 978-2-723-46199-3)
- 22. Sigwald, Glénat, coll. « Vécu », Grenoble, mars 2010
Scénario et dessin : Michel Pierret - Couleurs : Michel Pierret, Maxime Pierret, Lisbeth Renardy -  (ISBN 978-2-723-47069-8)
- 23. La Dernière Croisade, Glénat, coll. « Vécu », Grenoble, 23 mars 2011
Scénario et dessin : Michel Pierret - Couleurs : Michel Pierret, Maxime Pierret -  (ISBN 978-2-723-47697-3)
- 24. Le Château du diable, Glénat, coll. « Vécu », Grenoble, 2 mai 2012
Scénario, dessin et couleurs : Michel Pierret -  (ISBN 978-2-723-48490-9)
- 25. Au nom du roi, Glénat, coll. « Vécu », Grenoble, 8 mai 2013
Scénario, dessin et couleurs : Michel Pierret -  (ISBN 978-2-723-49137-2)
- 26. Mon frère, ce bâtard, Glénat, coll. « Vécu », Grenoble, 3 septembre 2014
Scénario, dessin et couleurs : Michel Pierret -  (ISBN 978-2-7234-9899-9)
- 27. Le Talisman, Glénat, coll. « Vécu », Grenoble, 2 septembre 2015
Scénario et dessin : Michel Pierret - Couleurs : Maxime Pierret, Bryan Thiry -  (ISBN 978-2-344-00672-6)
- 28. Le Bûcher[16], Glénat, coll. « Vécu », Grenoble, 23 août 2017
Scénario et dessin : Michel Pierret - Couleurs : Maxime Pierret -  (ISBN 978-2-344-01850-7)
- 29. Retour à Crozenc, Glénat, coll. « Vécu », Grenoble, 30 janvier 2019
Scénario et dessin : Michel Pierret - Couleurs : Maxime Pierret -  (ISBN 978-2-344-02628-1)
- 30. L'Ambassadeur[17], Glénat, coll. « Vécu », Grenoble, 2 septembre 2020
Scénario et dessin : Michel Pierret - Couleurs : Maxime Pierret -  (ISBN 978-2-344-03767-6), (ISBN 978-2-344-03767-6) Ce dernier tome clôture définitivement la série.

- Hidalgos
- 1. Don Miguel[18], Glénat, coll. « Vécu », Grenoble, avril 2003
Scénario : Michel Pierret - Dessin : Michel Pierret, Marco Venanzi - Couleurs : Karine Hurion -  (ISBN 2-7234-3715-9)
- 2. La Louve de Messine, Glénat, coll. « Vécu », Grenoble, mai 2007
Scénario : Michel Pierret - Dessin : Michel Pierret, Marco Venanzi - Couleurs : Thierry Faymonville -  (ISBN 978-2-7234-4499-6)

- Les Déesses
- 1. La Grande Île[9],[19], Glénat, coll. « Vécu », Grenoble, mai 2005
Scénario : Michel Pierret - Dessin et couleurs : Jacques Denoël -  (ISBN 2-7234-4121-0)
- 2. Asinée[10], Glénat, coll. « Vécu », Grenoble, juin 2007
Scénario : Michel Pierret - Dessin : Jacques Denoël - Couleurs : quadrichromie -  (ISBN 978-2-7234-5458-2)

- Aux champs, collection « Je bouquine », no 135, mai 1999. (adaptation du conte Aux champs de Maupassant).

- Zidane, scénario d'Alexis Nolent et dessins de Michel Pierret et Marco Venanzi chez Casterman dans la collection « Champion de vie », 2005. Biographie de Zinédine Zidane en bande dessinée dont les bénéfices sont entièrement reversés à l'ASMAE

- Les Aventures de Papilio
  - Tome 1 La Pierre qui tue, éditeur Milwaukee Comics, 2009
  - Intégrale Papilio : 
    - Tome 2 : De planète en planète, Éditions Plotch Splaf, 2012
    - Tome 3 : Contre Gürls et Balbots, Plotch Splaf, 2013
    - Tome 4 : Le Fils d’Erézéchiel, Plotch Splaf, 2013.

- Terran Stone

1. Amée, Sitta Bella, Volaly, Intégrale 1, Plotch Splaf, 2015[20]
2. Guerriers Borgs et Tzurs, Intégrale 2, Plotch Splaf, 2015[20]

- Les Diables bleus, dessin de Francis Carin, Éditions Point Image, 1997
- L'Or des Tzars[21], Point Image, Bruxelles, 1997  (ISBN 2-930110-19-8)
- Terran stone : Les pêcheurs de guerres, Milwaukee Éditions, 1991
- Aung San Suu Kyi, La dame de Rangoon, scénario de Chantal van den Heuvel, Éditions Coccinelle, 2013 — Prix valeurs humaines Gabriel 2014[11].
- La Chute de la dame en blanc, avec Marco Venanzi, Casterman - ADLE, 2013
- Le Sang de la paix, scénario de Christophe  Masson, paru en 2016 à l'occasion des 700 ans de la Paix de Fexhe - Éditions Les 400 Cases.
- Les Cendres de Logne[22] en collaboration avec Robert Neys, Éditions du musée du château-fort de Logne, 2021.

#### L'Épopée de la franc-maçonnerie
- 10. Rédemption[23], Glénat, coll. « 24x32 », Grenoble, 1 mai 2024
Scénario : Didier Convard, Jean-Christophe Camus - Dessin : Michel Pierret - Couleurs : Angélique Césano -  (ISBN 978-2-344-03693-8)
- 11. Stalag 33, Glénat, coll. « 24x32 », Grenoble, 2 octobre 2024
Scénario : Didier Convard, Jean-Christophe Camus - Dessin : Michel Pierret - Couleurs : Angélique Césano -  (ISBN 978-2-344-03694-5)

### Para-BD
À l'occasion, Michel Pierret réalise des portfolios, des ex-libris et des jaquettes. Il réalise également des affiches de festivals de bande dessinée.

### Collections publiques
6 œuvres de cet artiste sont conservées au Centre belge de la bande dessinée et font partie du patrimoine mobilier de la région Bruxelles-Capitale.

### Prix et récompenses
- 2014 :  prix Valeurs Humaines Coccinelle pour Aung San Suu Kyi, La Dame de Rangoon[11].

#### Livres
: document utilisé comme source pour la rédaction de cet article.
- Henri Filippini, Dictionnaire de la bande dessinée, Paris, Bordas, 1989, 731 p., ill. ; 27 cm (ISBN 2-04-018455-4, OCLC 1244909550, BNF 35065653, présentation en ligne), p. 662-663.
- Jean-Louis Lechat, Un demi-siècle d’aventures t. 2 : 1970 - 1996, Bruxelles, Le Lombard, 5 décembre 1996, 224 p., ill. ; 31 cm (ISBN 280361233X, OCLC 37995939, BNF 37539082, présentation en ligne), p. 70, 129, 136.
- Jacques Fiérain, « Pierret, Michel », dans La BD dans les provinces de Liège, Namur et Luxembourg, Charleroi, Éd. l'Âge d'or, 2004, 112 p., ill. ; 31 cm (ISBN 9782960019698, OCLC 470388297, présentation en ligne), p. 82.
- Philippe Mellot, Michel Denni, Laurent Turpin et Isabelle Morzadec, Trésors de la bande dessinée : BDM 2023-2024 - Catalogue encyclopédique et Argus, Paris, Les Arènes, novembre 2022, 23e éd., 1677 p., ill. ; 23 cm (ISBN 9791037507280, OCLC 1351462460, présentation en ligne), p. 38, 90, 256, 261, 373, 393, 924, 938, 1243, 1485. .

### Podcasts
- Émission numéro 67 Philippe Foerster - Michel Pierret émission Eclectrique présentée par Romain Pierre Giergen, sur 48FM via Mixcloud, 2017, (1 h 49 min 1 s).

### Vidéographie
- [vidéo] « Pierret interview "Liège, terre de BD", festival international de la BD de Liège, 24e édition », sur YouTube, 16 août 2017